# 祈る人
『祈る人』（いのるひと）は深井結己によるボーイズラブ漫画作品。

## 概要
竹書房1997年5月発売。

## 収録作品
- 祈る人 （麗人96年5月号）
- 日溜まりの猫 （麗人vol.6）
- ハルパート回廊の幽霊 （麗人vol.3）
- Right Hand Heart （麗人サマースペシャル）
- 花葬庭園 （麗人97年1月号）
- 君住む街で〜続・祈る人 （麗人97年スプリングスペシャル）
- 同時収録
  - 巻末・助っ人列伝